# Palau Reial (París)
El Palau Reial, en francès Palais-Royal, és un palau de París, situat al nord del Palau del Louvre, al primer districte (arrondissement) de la ciutat. El conjunt monumental del Palais-Royal el formen el palau, el jardí, les galeries i el teatre.

## Història
Va ser construït pel cardenal Richelieu entre 1628 i 1639, i en aquella època se'l va conèixer com a Palais-Cardinal. Havent-lo cedit a la casa reial el 1642, va servir de residència l'infant i futur rei Lluís XIV de França durant la Fronda i així va començar a ser conegut com a Palais-Royal. Més tard, va ser la residència a París dels d'Orleans, branca menor de la casa de França, que el van obtenir del rei el 1692. Hi va residir el regent Felip d'Orleans (1674-1723) i també Felip Igualtat. A la caiguda d'aquest, durant la Revolució, va ser confiscat i el 1814 la Restauració el va restituir als Orleans. Durant el Segon Imperi va servir de residència del rei Jeroni Bonaparte, el germà menor de Napoleó I, i des de 1871 allotja diferents administracions de l'Estat francès.

## Els teatres i l'administració

Palais-Royal, Paris

Al complex original hi havia dos teatres, el més gran dels quals seria conegut després com la Comédie-Française, i és on Molière va representar les seves obres el 1660. En aquest teatre, a la mort de Molière, Jean-Baptiste Lully instal·là l'Òpera, que es va incendiar l'any 1781, i prengué el nom modern i les funcions de teatre l'any 1799. El 1790, al recinte del Palais-Royal també s'hi posà el teatre Montansier, que va esdevenir després el théâtre du Palais Royal. El palau va ser destruït per la Comuna de París el 1871, però després va ser reconstruït i s'hi instal·là el Consell d'Estat, el Consell constitucional i el Ministeri de Cultura.
Des de l'any 1986 el pati de l'entrada principal acull la instal·lació Les deux plateaux de Daniel Buren.